# Iwan Mawrin
Iwan Filippowicz Mawrin (ros. Иван Филиппович Маврин, ur. 1931 w chutorze Pronino obwodzie wołgogradzkim, zm. 13 maja 2015 w Moskwie) – radziecki działacz państwowy.

## Życiorys
Od 1954 należał do KPZR, ukończył Wołgogradzki Instytut Rolniczy i Wyższą Szkołę Partyjną przy KC KPZR, od 1965 pracował w obwodzie amurskim. Kierował Wydziałem Rolnym Amurskiego Komitetu Obwodowego KPZR, 1967-1974 był szefem obwodowego zarządu gospodarki rolnej, od 1974 do sierpnia 1984 II sekretarzem Amurskiego Komitetu Obwodowego KPZR, a od 7 sierpnia 1984 do 17 października 1989 przewodniczącym Komitetu Wykonawczego Amurskiej Rady Obwodowej. Po rozpadzie ZSRR był w Moskwie przedstawicielem administracji obwodu amurskiego przy Prezydencie i Władzach Rosji.